# Ajdovščina (cidade)
Ajdovščina é uma cidade da Eslovênia que funciona como centro administrativo do município homônimo. Possuía uma população estimada de 6 843 habitantes em 2020.